# Chojnaty
Chojnaty – wieś w Polsce położona w województwie pomorskim, w powiecie chojnickim, w gminie Chojnice.
Miejscowość połączona z centrum Chojnic poprzez komunikację miejską (linia nr 6 oraz 7).
W latach 1975–1998 miejscowość należała do województwa bydgoskiego.
Wieś stanowi sołectwo gminy Chojnice.